# Монктон (парафія, Нью-Брансвік)
Монктон (англ. Moncton) — парафія в Канаді, у провінції Нью-Брансвік, у складі графства Вестморленд.

## Населення
За даними перепису 2016 року, парафія нараховувала 9811 осіб, показавши зростання на 4,1%, порівняно з 2011-м роком. Середня густина населення становила 16,9 осіб/км².
З офіційних мов обидвома одночасно володіли 4 200 жителів, тільки англійською — 5 315, тільки французькою — 265, а 10 — жодною з них. Усього 120 осіб вважали рідною мовою не одну з офіційних.
Працездатне населення становило 69% усього населення, рівень безробіття — 7% (8,1% серед чоловіків та 5,8% серед жінок). 88,6% осіб були найманими працівниками, а 10,4% — самозайнятими.
Середній дохід на особу становив $42 690 (медіана $35 439), при цьому для чоловіків — $48 934, а для жінок $36 284 (медіани — $41 314 та $29 734 відповідно).
28,8% мешканців мали закінчену шкільну освіту, не мали закінченої шкільної освіти — 20%, 51,2% мали післяшкільну освіту, з яких 27,7% мали диплом бакалавра, або вищий, 10 осіб мали вчений ступінь.
| Статево-вікова структура населення | Статево-вікова структура населення | Статево-вікова структура населення | Статево-вікова структура населення | Статево-вікова структура населення |
| ---------------------------------- | ---------------------------------- | ---------------------------------- | ---------------------------------- | ---------------------------------- |
|                                    |                                    |                                    |                                    |                                    |
| Всього                             | Всього                             | 50,8%49,2%                         |                                    |                                    |
| 0 — 14 років                       | 0 — 14 років                       |                                    | 15,6%                              | 15,6%                              |
| 15 — 64 років                      | 15 — 64 років                      |                                    | 69,3%                              | 69,3%                              |
| 65 і більше                        | 65 і більше                        |                                    | 15%                                | 15%                                |
| 85 і більше                        | 85 і більше                        |                                    | 0,7%                               | 0,7%                               |
| 100 і більше                       | 100 і більше                       |                                    | 0,1%                               | 0,1%                               |
| Середній вік (років)               | Середній вік (років)               | 41,942,1                           | 42,0                               | 42,0                               |
| Медіана (років)                    | Медіана (років)                    | 44,644,3                           | 44,5                               | 44,5                               |
| — чоловіки — жінки                 |                                    |                                    |                                    |                                    |

| Походження мешканців:     | Походження мешканців:     | Походження мешканців: | Походження мешканців: | Походження мешканців: |
| ------------------------- | ------------------------- | --------------------- | --------------------- | --------------------- |
| Походження                |                           |                       | осіб                  | %                     |
| Корінні американці        | Корінні американці        |                       | 440                   | 4.51%                 |
| Інше північноамериканське | Інше північноамериканське |                       | 5 770                 | 59.15%                |
| Європейське               | Європейське               |                       | 6 100                 | 62.53%                |
| британське                | британське                |                       | 4 360                 | 44.7%                 |
| французьке                | французьке                |                       | 2 685                 | 27.52%                |
| українське                | українське                |                       | 40                    | 0.41%                 |
| Латинськоамериканське     | Латинськоамериканське     |                       | 20                    | 0.21%                 |
| Карибське                 | Карибське                 |                       | 10                    | 0.1%                  |
| Африканське               | Африканське               |                       | 20                    | 0.21%                 |
| Азійське                  | Азійське                  |                       | 70                    | 0.72%                 |
| Океанійське               | Океанійське               |                       | 20                    | 0.21%                 |

| Зайнятість населення за галузями (за класифікацією NOC): | Зайнятість населення за галузями (за класифікацією NOC): | Зайнятість населення за галузями (за класифікацією NOC): | Зайнятість населення за галузями (за класифікацією NOC): | Зайнятість населення за галузями (за класифікацією NOC): |
| -------------------------------------------------------- | -------------------------------------------------------- | -------------------------------------------------------- | -------------------------------------------------------- | -------------------------------------------------------- |
|                                                          |                                                          |                                                          |                                                          |                                                          |
| Управління                                               | Управління                                               |                                                          | 10,2%                                                    | 10,2%                                                    |
| Бізнес, фінанси та адміністрування                       | Бізнес, фінанси та адміністрування                       |                                                          | 15,2%                                                    | 15,2%                                                    |
| Природничі та прикладні науки                            | Природничі та прикладні науки                            |                                                          | 5,3%                                                     | 5,3%                                                     |
| Охорона здоров'я                                         | Охорона здоров'я                                         |                                                          | 7,7%                                                     | 7,7%                                                     |
| Освіта, правозахист, муніципальні та урядові служби      | Освіта, правозахист, муніципальні та урядові служби      |                                                          | 8%                                                       | 8%                                                       |
| Мистецтво, культура, відпочинок та спорт                 | Мистецтво, культура, відпочинок та спорт                 |                                                          | 1,2%                                                     | 1,2%                                                     |
| Роздрібна торгівля та послуги                            | Роздрібна торгівля та послуги                            |                                                          | 23,4%                                                    | 23,4%                                                    |
| Гуртова торгівля, транспорт та обладнання                | Гуртова торгівля, транспорт та обладнання                |                                                          | 22,5%                                                    | 22,5%                                                    |
| Природні ресурси, сільське господарство                  | Природні ресурси, сільське господарство                  |                                                          | 2%                                                       | 2%                                                       |
| Виробництво                                              | Виробництво                                              |                                                          | 4,4%                                                     | 4,4%                                                     |

## Клімат
Середня річна температура становить 4,9°C, середня максимальна – 22,9°C, а середня мінімальна – -15,3°C. Середня річна кількість опадів – 1 185 мм.
| Клімат поселення                              | Клімат поселення | Клімат поселення | Клімат поселення | Клімат поселення | Клімат поселення | Клімат поселення | Клімат поселення | Клімат поселення | Клімат поселення | Клімат поселення | Клімат поселення | Клімат поселення | Клімат поселення |
| Показник                                      | Січ.             | Лют.             | Бер.             | Квіт.            | Трав.            | Черв.            | Лип.             | Серп.            | Вер.             | Жовт.            | Лист.            | Груд.            |                  |
| Середній максимум, °C                         | −3,61            | −2,35            | 2,79             | 8,78             | 15,59            | 20,74            | 22,94            | 21,96            | 17,49            | 11,68            | 5,65             | −1,56            |                  |
| Середня температура, °C                       | −9,46            | −8,21            | −3,05            | 2,94             | 9,75             | 14,89            | 18,55            | 17,56            | 13,08            | 7,28             | 1,25             | −5,96            |                  |
| Середній мінімум, °C                          | −15,3            | −14,06           | −8,91            | −2,92            | 3,90             | 9,05             | 14,14            | 13,16            | 8,68             | 2,88             | −3,15            | −10,36           |                  |
| Норма опадів, мм                              | 109              | 89               | 102              | 92               | 104              | 100              | 101              | 86               | 91               | 98               | 106              | 107              |                  |
| Середньомісячна швидкість вітру, м/с          | 4.04             | 3.99             | 4.16             | 4.06             | 3.69             | 3.21             | 2.94             | 2.82             | 3.09             | 3.48             | 3.74             | 4.04             |                  |
| Середньомісячна сонячна радіація, кДж/м²·день | 5257             | 8610             | 12322            | 15127            | 18150            | 20218            | 19930            | 17581            | 13165            | 8352             | 4868             | 3963             |                  |
| --------------------------------------------- | ---------------- | ---------------- | ---------------- | ---------------- | ---------------- | ---------------- | ---------------- | ---------------- | ---------------- | ---------------- | ---------------- | ---------------- | ---------------- |
| Джерело:                                      |                  |                  |                  |                  |                  |                  |                  |                  |                  |                  |                  |                  |                  |